# San Francisco (manzana)
San Francisco es el nombre de una variedad cultivar de manzano (Malus domestica). Esta manzana está cultivada en diversos viveros entre ellos algunos dedicados a conservación de árboles frutales en peligro de desaparición. La manzana 'San Franzisko Sagarra' es originaria de Vizcaya, donde tuvo su mejor época de cultivo comercial en la década de 1960, y actualmente en menor medida aún se encuentra. Muy apreciada y abundante en tiempos pasados, hoy casi desaparecida, siendo cultivada de nuevo para la elaboración de sidra.

## Sinónimos
- "Manzana San Francisco",[6][7][8]
- "San Franzisko Sagarra".

## Historia
'San Francisco' es una variedad de manzana cultivada en Vizcaya está considerada incluida en las variedades locales autóctonas muy antiguas, cuyo cultivo se centraba en comarcas muy definidas. Se caracterizaban por su buena adaptación a sus ecosistemas y podrían tener interés genético en virtud de su adaptación. Estas se podían clasificar en dos subgrupos: de mesa y de sidra (aunque algunas tenían aptitud mixta).
'San Francisco' es una variedad mixta, clasificada como de mesa, cocina, también se utiliza en la elaboración de sidra; difundido su cultivo en el pasado por los viveros comerciales y cuyo cultivo en la actualidad se ha incrementado en su uso para elaboración de sidra.

## Características
El manzano de la variedad 'San Francisco' tiene un vigor fuerte; florece a finales de abril; tubo del cáliz en forma de embudo corto, y con los estambres situados en su mitad.
La variedad de manzana 'San Francisco' tiene un fruto de tamaño más bien pequeño; forma cónica aplastada, siendo más ancha por la base, contorno  irregular, y asimétrico una de las líneas de simetría está algo más elevada que el resto lo que produce un levantamiento en este plano con respecto al resto del fruto; piel gruesa, bastante blanda y semi-áspera; con color de fondo amarillo verdoso, importancia del sobre color bicolor, color del sobre color rojo, distribución del sobre color chapa/pinceladas, presenta chapa de color rojo cobrizo intenso que cubre toda la piel y sobre esta numerosas pinceladas cortas de color rojo más oscuro, acusa punteado con multitud de puntos blanquinosos amarillentos algunos ruginosos, y una sensibilidad al "russeting" (pardeamiento áspero superficial que presentan algunas variedades) débil; pedúnculo largo, delgado y fuerte, sobrepasando los bordes, anchura de la cavidad peduncular es amplia, profundidad de la cavidad pedúncular es muy profunda con los bordes ligeramente ondulados, fondo ruginoso que sobresale por los bordes en forma de radios de estrella, y con una  importancia del "russeting" en cavidad peduncular fuerte; anchura de la cavidad calicina amplia, profundidad de la cav. calicina profunda, bordes irregulares ondulados, y de la importancia del "russeting" en cavidad calicina débil; ojo pequeño y entreabierto; sépalos triangulares y muy carnosos en la base.
Carne de color blanco-amarillento; textura algo esponjosa, de poco zumo, y buen aroma; sabor característico de la variedad, dulzón; corazón de tamaño medio, desplazado; eje abierto; celdas arriñonadas, cartilaginosas; semillas aristadas, puntiagudas, de tamaño medio, color marrón claro uniforme.
La manzana 'San Francisco' tiene una época de maduración y recolección media en el otoño, se recolecta en septiembre. Tiene uso mixto pues se usa como manzana de mesa, y también como manzana para elaboración de sidra.